# Hubert Schröter
Hubert Schröter (* 19. März 1936) ist ein ehemaliger deutscher Polizeioffizier und SED-Funktionär. Er war von 1980 bis 1989 Chef der Bezirksbehörde der Deutschen Volkspolizei (BDVP)  Halle.

## Leben
Schröter schloss sich der SED an und wurde am 1. August 1953 Angehöriger der Deutschen Volkspolizei. Am 1. Juli 1976 wurde er zum Oberst der VP befördert.
Nach der Erkrankung von Willi Engelmann mit der vertretungsweisen Dienstausübung als Chef der Bezirksbehörde der Deutschen Volkspolizei (BDVP) Halle eingesetzt, wurde er am 21. November 1980 vom Nationalen Verteidigungsrat der DDR offiziell zum Chef der BDVP ernannt. Von Februar 1981 bis 1989 war er Mitglied der SED-Bezirksleitung Halle. Am 28. Juni 1985 wurde er vom Vorsitzenden des Nationalen Verteidigungsrates der DDR, Erich Honecker, zum Generalmajor ernannt. Im August 1989 wurde er aus gesundheitlichen Gründen aus dem Dienst der DVP entlassen und von Oberst der VP Dieter Makarski abgelöst.
Nach der Wende und friedlichen Revolution in der DDR wurde er am 13. Januar 1990 mit Alfred Kolodniak wegen parteischädigenden Verhaltens aus der SED-PDS ausgeschlossen.

## Verurteilung
Gegen Schröter wurde wegen Untreue ermittelt. Er wurde vom 2. Januar bis 1. Oktober 1990 in Untersuchungshaft genommen. Am 26. Februar 1992 begann vor dem 4. Strafsenat des Bezirksgerichts Halle der Prozess gegen Schröter. Ihm wurden Vertrauensmissbrauch, Verschaffung rechtswidriger Vermögensvorteile und verbrecherische Untreue am sozialistischen Eigentum zur Last gelegt. Sein Prozess war der erste in der Saalestadt Halle gegen einen führenden Funktionär des SED-Regimes. Am 30. März 1992 wurde er zu einer Freiheitsstrafe von 14 Monaten mit Bewährung verurteilt.

## Auszeichnungen
- 1984 Ehrentitel „Verdienter Volkspolizist der Deutschen Demokratischen Republik“